# 올림푸스 PEN E-P5
PEN E-P5(영어: Olympus PEN E-P5)은 2013년 7월 출시된 올림푸스의 미러리스 렌즈 교환식 카메라이다. 올림푸스 PEN E-P3의 후계기이며, 원래 E-P4라는 이름으로 출시돼야 했으나, 이미 E-P4라는 이름의 기종이 일본 내수용으로 따로 출시된 바 있어 이를 구분하기 위해 E-P5라는 이름으로 출시되었다. 올림푸스 OMD E-M5의 출시에 맞추어 업그레이드된 새로운 1,605만 화소 CMOS를 탑재하였으며, Wi-Fi를 이용한 스마트폰 과의 연동, 타임랩스 기능, 1/8,000초 셔터, 104만 화소 틸트 터치 LCD등을 탑재하였다.

## 같이 보기
- 마이크로 포서즈 시스템
- 미러리스 카메라